# Болести паса
Болети паса се у великом спектру јављају као и код људи, а неке од њих су потенциално смртоносне. Ипак, већина ових болести могу се успешно лечити уз правовремено дијагностиковање и адекватан третман и терапију.

## Индиковање болести
Здрав пас реагује на догађаје у околини. Живахан је, тепераментног понашања, нос му је хладан и пријатно влажан, очи чисте и сјајне. Стомак здравог пса мора бити скупљен, длака крзна делује компактно и сјајно. Телесна температура здравог пса је  37-39°, а пулс 70-120 0/мин.
Свако одступање од наведених карактеристика а првенствено промена у понашању први су показатељ појаве неког обољења. Иако већина паса, углавном власничких, буде вакцинисана против разних болести, никада их не можемо потпуно заштитити од свега. Законом о добробити животиња прописане су обавезне вакцине и мере заштите у поступању са кућним љубимцима па самим тим и са  псима.

## Врсте и подела болести
Узрочници појаве болести код паса могу бити различити. Тако бисмо болести могли да сврстамо у инфективне, паразитске и метаболичке. Оне које се најчешће јављају код већине паса су канцер (лимфом), беснило, лајмска болест, штенећак и оне се у високом проценту завршавају фаталним исходом. Такође пси могу да оболе од, лептоспирозе, парвовируса, ђардијазе, шуге, инфекције ушију и коначно, у старости могу оболети, као и људи од нуклеарне склерозе, артритиса, гојазности, шећерне болести и многих других обољења која су изазвана неправилним третманом и исхраном током живота пса или су једноставно резултат старења животиње.

## Инфективне болести
Важно је нагласити да су неке од ових болести веома заразне, а да од неких наведених болести може да се зарази и човек. 

### Беснило (Рабиес)
Беснило је заразна, вирална болест која напада централни нервни систем и изазива лудило и конвулзије. Заражени пас вирусе избацује слином, пљувачком, па се болест преноси или уједом или у колико здрава животиња дође у контакт са крвљу или излучевинама заражене животиње. У природи су лисице и вукови најчешћи преносиоци ове болести тако да су ловачки пси и њихови власници у врху листе угрожених.
Симптоми беснила су глодање атипичних предмета, грозница, напади, парализа, страх од воде, опуштена доња вилица, немогућност гутања, необична стидљивост или агресивност, повећано узбуђење, појачано лучење пљувачке.
Беснило није излечиво због тога је потребно превентивно заштитити пса. Вакцинација против беснила је обавезна мера и законска обавеза власника пса. Такође је важан и опрез у колико се пас боди у средине као што су шума, мочвара, ливада. Болест се може пренети на човека код којег такође изазива смртни исход.

### Парвовироза (мачја куга)
Ово је веома интензивно вирусно обољење које се може двојако манифестовати. Запаљење желуца и црева и срчаног мишића , јер вирус пре свега напада ћелије попут оних које облажу органе за варење.  Зараза се шири када је пас у директном додиру са болесном животињом.
Основни симптоми су дијареја, повраћање, дехидратација, промењен мирис тела. Пас повраћа 20-30 пута дневно.
Мачија куга може напасти псе свих узраста, али се најчешће јавља код штенаца старости од 6 до 20 недеља. До сад је потврђено да су добермани и ротвајлери подложнији од других раса.
Код ове болести најважнија је превентива. Вакцинација штенаца у првој години живота је кључ за спречавање парво вирозе. Штенци би требало да буду вакцинисани у шестој, деветој и дванаестој недељи живота. Такође, не би требало да излазе напоље, петнаест дана након последње вакцинације.
У колико пас оболи од парвовирозе обавезно га треба што пре одвести ветеринару.

### Штенећак
Заразна и озбиљна вирусна болест чији је узрочник сличан вирусу заушки. Оболевају углавно невакцинисани млади пси . Штенећак се преноси ваздухом и директним или индиректним контактом са зараженом животињом. Напада псеће пљувачне жлезде и лимфне чворове па се шири капљицама из носа и уста. Човек ципелама може покупити вирус са тла и пренети га псу. Ако се не лечи, може напредовати у неуролошко обољење.  Типови штенећака су кожни, цревни, плућни, нервни.
Препознатљиви симптоми су висока температура, црвенило очију, воденасти исцедак из носа и очију, изразита крмељивост очног капка, летаргија, губитак тежине, дијареја, повраћање, стални кашаљ.
Лечење ових болести је ограничено. Стопа смртности од штенећака је 50 одсто. Вакцина против штенећака сматра се базичном у ветеринарској медицини.

### Лептоспироза
Ову болест изазивају бактерије из рода Leptospira. Изузетно је инфективна и утиче на псе, али такође се њоме могу инфицирати домаће и дивље животиње, па чак и човека. Бактерија се преноси зараженим урином и може дуго да преживи у води. Било која раса паса може бити заражена лептоспирозом, међутим, пси који живе на дворишту и дуго бораве напољу или у води у највећем су ризику. 
Симптоми лептоспирозе су губитак тежине, грозница, губитак апетита, повраћање, летаргија, бол у зглобовима и мишићима, дијареја, крв у урину.
За спречавање лептоспирозе важно је превентивно деловање. Пас мора бити правилно и континуирано негован. Пси не би требало да пију воду из барица или било какве стајаће воде, нити да пливају у језерима, а нарочито треба спречити пса да залази у сметлишта и места за које се сумња да у њему бораве глодари који су један од примарних преносилаца заразе.  Пас може превентивно добити и вакцину против ове болести, ако ветеринар то препоручи.

### Лајмска болест код паса
Ову болест изазивају бактерије које преносе крпељи. Ако се не третира на време може имати смртни исход. Симптоми болести су веома интензивни. Пас је летаргичан, отечених зглобова због чега почиње да храмље, губи апетит, губи тежину.
Лајмској болести су подложни сви пси и ако она није инфективна у смислу да се преноси са пса на пса или са пса на човека.
Најефикаснија превенција је да се пас третира неком заштитом од крпеља.

### Псећи кашаљ
Псећи кашаљ је инфективни псећи трахеобронхитис, веома заразна болест респираторних органа. Болест се лако и брзо преноси, са животиње на животињу, капљично. Нарочито су подложни штенци и старији пси са ослабљеним имунитетом, такође се најлакше преноси код паса који заједно проводе време у затвореном простору, уколико се разболи један пас разболеће се и остали.
Симптоми су сув кашаљ, повраћање, водени секрет из носа , пенасти секрет који пас искашљава кад се болест развије, могућа пнеумонија у колико се болест запусти, грозница, летаргија. Почетни симптоми често изгледају као да је пас прогутао кост, јер суви кашаљ код пса делује као да се пас гуши.
Превентивно псе треба вакцинисати против ове болести. Болесног пса треба брзо одвести ветеринару ради терапијског лечења.

### Заразно запаљење јетре (Рубертова болест)
Заразно запаљење јетре паса – Рубартова болест је болест коју изазива аденовирус и од које оболевају штенад старости 2-3 месеца. Вирус се излучује мокраћом и изметом  због чега се лако шири па ће се у кратком року разболети цело легло штенаца.  Клиничка слика болести је праћена различитим симптомима, од благих симптома које прати блага депресија и благо повишена телесна температура, до тежих облика који су праћени са веома повишеном телесном температуром, повраћањем, проливом, болним абодменом на притисак а некада може доћи и до поремећаја свести. Тежи симптоми указују на перакутни облик заразе при чему штенад угиба у року од 24 часа.
Превентивно штенад треба вакцинисати. У случају заразе, нарочито код акутног, блажег облика одмах се обратите ветеринару који ће применити потребну терапију.

### Отитис (Инфекција ушију)
Инфекције ушију најчешће изазивају бактерије. Пси са дугим ушима, попут кокер шпанијела су подложнији инфекцијама ушију зато што се њихове уши теже проветравају. Од ове болести око 20 одсто паса оболи током живота.
Симптоми се препознају када пас почне да интензивно чеше уво, тресе главом, губи равнотежу, осећа бол при отварању уста, због чега ће почети да одбија храну како болест буде напредовала, и уколико реагује болним цвиљењем на додир у регији ушне шкољке.
Превентивно је чишћење ушију пса једном недељно, раствором по препоруци ветеринара. Оболели пас лечи се антибиотицима.

### Хеморагични гастроентеритис
Хеморагични гастроентеритис (ХГЕ) је болест паса коју карактеришу изненадно повраћање и крвава дијареја. Симптоми су обично тешки, а ХГЕ може бити фаталан уколико се не лечи. ХГЕ је најчешћи код младих паса било које пасмине, али нарочито код малих паса пасмина Пудла и Патуљастог шнауцера.  Обољење није заразно.

## Паразитске болести
Ове болести настају када се на телу или у телу пса насели један од паразитирајућих организама. Неки од ових паразита могу се са пса пренети и на човека. Углавном се лако лече и најчешће не остављају велике последице.

### Ђардијаза
Ђардијаза је цревна инфекција коју узрокује паразит ђардија, иначе становник човечијих црева. Од ове болести оболева скоро 50 одсто штенаца и малтене 100 процената паса из прихватилишта. Највише због услова у којима се пси држе, када због великог броја животиња на малом простору понекад није могуће максимално одржавати чистим простор где бораве затим посуде с водом и храном. Ђардију углавном изазива гутање заражених фекалних материја чему су склони штенци и гладни пси.
Симптоми су честа столица која је мекана, масна и шири изузетно непријатан, јак мирис.
Заражену животињу потребно је одвести ветеринару, такође се морају поправити услови држања животиње. Дајте псу довољно чисте воде, клоните његове фекалије чим обави нужду и обришите га.

### Болест срчаног црва
Болест срчаног црва или дирофилариаза је озбиљно и  потенцијално фатално обољење. Изазивач болести је крвни паразит Dirofilaria immitis. Одрасли паразити се налазе у срцу и у оближњим великим крвним судовима заражених паса а, иако ретко, црви могу да се нађу и у осталим деловима крвног система. Женке паразита су дугачке  од 15 до 36 цм и дебљине 5 мм , док су мужјаци упола мањи од њих. Један пас може да има чак 300 црва присутних у току дијагностиковања.
Ширење болести се подудара са сезоном комараца, с обзиром да је за то потребан прелазни домаћин-комарац. Комарац уједа пса обично на местима где је крзно најтање. Међутим, ни дугачко крзно не представља заштиту од инфекције срчаним црвом. Обично прође неколико година пре него што пси испоље прве клиничке знаке инфекције. На жалост, када се појаве клинички симптоми, то је сигуран знак да је болест поодмакла. Одрасли облици паразита изазивају болест тако што зачепљују срце и околне крвне судове, који воде до срца. Они такође ометају рад срчаних залистака. Зачепљењем главних крвних судова, снабдевање осталих органа крвљу је смањено, посебно доток крви у плућа, јетру и бубреге. Што доводи до смањења функције ових органа. 
Најуочљивији симптоми болести су мек, суви кашаљ, отежано дисање, слабост, узнемиреност, незаинтересованост и губитак снаге. Сви ови знаци су најизраженији после физичке активности, неки пси чак постану дезоријентисани. Присуство срчаног црва дијагностикује се са неколико крвних анализа. 
Терапију прописује ветеринар, а лечење је дуго, компликовано за пса и власника, мада је данас много мање ризика да ће пас угинути од саме терапије.

### Шугарци
Шуга је паразитска болест коже коју изазива паразит Sarcoptes scabiei, у народу познат као шугарац. Шугарац изазива свраб, опадање длаке, промене на кожи. Болест је веома је заразна и лако се преноси са животиње на животињу или са животиње на човека. Код човека се јавља у блажем облику и брже се лечи.
Шугавац се може јавити и као ушни шугарац (лат. Otodectes cynotis). Ова врста напада најчешће младе животиње, нарочито у колико је куја заражена онда ће их свакако пренети штенцима, али се може јавити и код старијих паса. Не преноси се са животиње на човека, али је непријатна за власника јер је процес лечења дуготрајан, мада веома успешан.
Симптоми су цурење секрета из ушију, непријатан мирис ушне шкољке пса, нервоза, пас тресе главом  и готово непрекидно чеше уши. 
Превенција је свакако одстрањивање нагомилане масти из ушног канала, редовна хигијена ушију пса.

### Демодикоза
Демодикоза је паразитско обољење код паса које је изазвано присуством великог броја демодекс-шугараца  Demodex canis koji је нормалан становник псеће коже у којој проведе читав свој живот. Првенствено паразитира у длачним фоликулима где пролази кроз четири своја стадијума развоја: јаје, ларва, нимфа и одрасли паразит.
Код неких раса паса статистички је доказано да ће чешће доћи до појаве демодикозе и ту спадају: шар-пеи, западношкотски бели теријери, шкотски теријери, енглески булдози, бостон теријери, доге, вајмајнери птичар, ердел теријери, аљаски маламути и авганистански хртови. Међутим, апсолутно код свих раса паса, изузимајући мексичког голокожог и кинеског крестастог пса, је могућа појава демодикозе. Окидач за прелазак из нормалног у болесно стање псеће коже могу бити лоша исхрана, неадекватно неговање, стрес, терање код керуша, штењење и постојање неке друге болести. 
Демодикоза се преноси у току периода дојења са заражене кује на штенце директним контактом у току прва 2-3 дана живота штенаца. Постоје два појавна типа демодикозе а то су локализована и генерализована демодикоза.
Локализована демодикоза се појављује , црвенкаста туфна без длаке на једном или више места на кожи пса, на ком се ретко јавља свраб. Правилним лечењем  длака ће поново израсти, али лезије могу да нестају и да се поново појављују у периоду од неколико наредних месеци.
Генерализована демодикоза је једна од најтежих кожних обољења која се јављају код паса, а која се на крају чак може и фатално завршити. Пас оболева у старости од 3 до 18 месеци и ако болест није третирана на одговарајући начин или не нестане сама од себе, пас ће наставити да болује и када одрасте. Није ретко да се генерализовани облик демодикозе јави и код паса старијих од две године. Уобичајена је појава  да је поред потврђене демодикозе пас оболео и од неке системске болести. Бројна оштећења коже се јављају на глави, испод врата, на предњим шапама, између прстију, да би се брзо шириле по читавом телу. Због бактеријске инфекције које се временом јављају на оштећеним местима, долази до отока, црвенила и до појаве краста. Приметно је и увећање локалних лимфних чворова. Неколико месеци од почетка болести оболела животиња је потпуно прекривена ранама и крастама које сврбе и има врло непријатан мирис. Пас и поред тога не губи апетит нити драстично мења понашање.
Лечење је дуго и комплексно јер захтева испитивања везана за друге болести које су можда проузроковале активирање демодикозе. Пса треба одвести код ветеринара у колико се појаве било какве промене на кожи животиње.

### Буве и крпељи
Буве и крпељи су сићушни инсекти који паразитирају у крзну. 
Буве се јављају у различитим варијететима код свих животиња па чак и код човека. На псу се најчешће може наћи бува  Ctenocephalides canis. Буве и одрасле ларве се хране крвљу топлокрвних животиња што код њиховог домаћина изазива свраб. Често код пса који има буве може доћи и до алергијске реакције на бувљу пљувачку, а то ће довести до опадања длаке на оболелим местима. Буве могу бити и преносници разних  болести као што су  куга, ендемски тифус, хименолепијаза и слично.
Ујед крпеља изазваће иритацију на месту убода, изразито црвенило које ће се временом ширити кружно, такође може настати апсцес (ограничено накупљање гноја) што може бити болно и изазивати свраб у исто време.
Крпељи проналазе упориште у пределу главе и врата, где се паразит рилом причврсти за домаћина и сиса крв. Крпељи преносе вирусе и бактерије.  Познато је да су главни преносиоци бабезиозе и лајмска болест. 
Само комарци преносе више инфективних болести на људе и животиње од крпеља.
Данас постоји читав низ изузетно ефикасних производа којим се пас може штитити од сезонске појаве крпеља и бува у окружењу у којем се пас креће. Препоручљиво је пса штитити током целе године неким видом заштите. Такође је веома важно одржавати хигијену псеће длаке, редовним купањем и чешљањем животиње, као и хигијену псећег станишта (псеће кућице, бокса, или места на којем пас борави и спава у кући)
За сузбијање бува такође се користе одређени хемијски препарати, док се крпељи уклањају физички са животиње и у том случају најбоље је обратити се ветеринару.

## Метаболичке болести паса
Као и код људи ове болести се код паса јављају с годинама и могу бити последица начина живота пса. Лоша исхрана првенствено а онда и разна оптерећења којима је  пас изложен у колико је у питању радни пас, ловачки пас или пас држан у веома лошим животним условима, стрес и слично могу бити узроци појаве неког од ових обољења. Нека су једноставно условљена старосним добом животиње. Ове болести нису опасне за власника пса али су углавном неизлечиве или тешко излечиве и пас ће од њих боловати до краја живота.

### Канцер (Лимфом)
Лимфома је тип рака крви који настаје мутацијом белих крвних зрнаца.
Симптоми се јављају у виду појаве чворића на кожи, неприродног мириса тела, рана које не зарастају, наглог мршављења, губитака апетита, кашља, летаргије, разних болова. Према статистици чак 50 одсто паса старијих од 10 година добије канцер. То је уједно и водећи узрок смрти паса тог узраста. Најчешћи тип рака је лимфом или тумор лимфних чворова.
За сада се чешће појављују код златних ретривера, боксера и бернских планинских паса.
Постоји много успешних третмана, укључујући и хемиотерапију за псе.

### Нуклеарна склероза
Старењем паса повећавају се влакнаста ткива које чини очно сочиво, потискујући старија, унутрашња влакна и мењајући им оријентацију. Пошто сочиво онда нема простора за ширење, оно постаје непрозирно и замућено, најчешће плаво зелене боје.
Као симптоми јављају се замућен изглед ока, тешкоћа у одређивању раздаљине и димензије предмета из околине.
Нуклеарна склероза често се јавља код старијих паса, оних који пређу седму годину старости.
Болест је неизлечива, има прогресивни карактер и временом ће довести до слепила тако да је потребна добра брига о псу са нуклеарном склерозом. Животну средину треба прилагодити потребама оболелог пса како би он могао да научи да се служи преосталим чулима.

### Артритис
Артритис је  деструктиван процес у зглобовима који смањује способност кретања пса и изазива болове. Артритис могу добити пси свих раса и величина, али је чешћи код оних већих и тежих, који су склонији наследним болестима зглобова попут дисплазије кукова. Чешће се јавља код старијих, ређе код млађих паса. Такође услови живота пса и исхрана умногоме ће убрзати појаву артритиса у колико му је пас склон.
Симптоми су као и код људи укоченост после покрета, ограничени покрети, оток зглобова, тешкоће приликом придизања животиње, легања, ходања.
Болест се не лечи али се може предупредити редовним тренирањем пса, пас мора да борави у природи, да се истрчава и игра са другим псима а важно је и на време приметити симптоме болести, јер се тада може ефикасније ставити под контролу.

### Гојазност
Ако је пас далеко тежи него што је нормално, онда се његово стање сматра за болест.
Услед неадекватне исхране, ту се пре свега мисли на унос тестенина, слаткиша и друге хране намењене људској исхрани, као и прекомерног уноса псећих посластица, нарочито ако се пас недовољно креће, неактиван је и статичан током дужег периода, доћи ће до добијања на тежини и вишка телесне масноће. Гојазност временом може да изазове немогућност кретања пса, дијабетес, артритис.
Гојазности су подложни, склони, одрасли, старији пси, стерилисани пси, кућни пси и пси раса које имају генетску предиспозицију да буду алави и да се гоје као што су на пример пси расе лабрадор. 
Овде је, наравно, најважнија превентива. Пас мора да једе здраву и уравнотежену храну и редовно се креће, како би се спречила гојазност. Губитак килограма је могућ уз повећану физичку активност у виду постепеног, али редовног продужавања шетњи.

### Гнојна упала материце код куја (Пиометра)
Пиометра представља хронично обољење ендометријума при коме долази до накупљања гноја у лумену материце. Појави пиаметре претходи промена, дегенерација, слузокоже материце на којој ће се населити и намножити бактерије нарочито из рода Escherichia, Klebsiella, Proteus и Streptococcus. Појава великог броја бактерија проузроковаће појаву гноја који се накупља у специфично обликованој материци кује. Хормонални поремећаји су примарни узроци настанка пиометре док је колонизација бактерија у материци секундарни узрок пиометре.
Када се појаве видљиви симптоми болест је већ узнапредовала. Куја пије велике количине воде, често и обилно неконтролисано мокри. Избацује тамну крваво браон твар из материце. Не једе, инертна је и телесна температура јој је у порасту.
Пиометра је веома тешко обољење које изискује хитну операцију и лечење како не би дошло до угинућа кује.

### Дијабетес
Дијабетес је најчешћи ендокрини поремећај код паса, с тим да у задњих неколико година има тенденцију пораста оболелих животиња. Као и код људи дели се на тип 1 и тип 2, и лечи се доживотно.
Смањена количина глукозе, аминокиселина и масних киселина у ткивима код паса доводе до безвољности, губитка телесне тежине, смањене стимулације центра за ситост, лошег квалитета длаке и ослабљеног имунитета. Појава катаракте је најчешћа компликација код дужег тока болести мада је утврђено да 30 одсто паса код првог дијагностиковања дијабетеса већ има значајно смањен вид.
Осим оштећења функције панкреаса узроци који могу довести до дијабетеса код паса су гојазност и смањена физичка активност, генетска предиспозиција, хронични панкреатитис, или чак могу бити предиспозиција одређене расе. На пример златни ретривери, патуљасти шнауцери и средњи шнауцери, тој и патуљасте пудле, фокс теријери, коврџави бишони, мопсови и самоједи показују расну склоност ка овој болести. Пол је такође битан фактор, сматра се да се дијабетес три пута чешће јави код женки.
Пас са дијагностикованим дијабетесом склон је другим здравственим компликацијама. Честа је појава оштећења бубрега, разних инфекција, нарочито инфекција слузнице усне шупљине, оштећење јетре и кушингова (Cushing) болест.
Дијабетес мора лечити ветеринар који ће преписати одговарајућу инсулинску терапију за оболелог пса.

## Дијагностиковање и лечење болести
Дијагностичке методе којима се утврђују болести код паса налик су онима које се примењују у хуманој медицини. Битно је на време потражити помоћ ветеринара. Добро је да пса лечи један ветеринар од прве вакцине па током целог псећег живота, у колико је то могуће.  
Превенција је кључни фактор за спречавање болести код паса. Редовна годишња вакцина против беснила и вакцинација петовалентном вакцином против штенећака и других болести од примарног је значаја. Такође је важно да пас живи у добрим условима, да се довољно креће и правилно храни. Исхрана паса може бити главни фактор њихове дуговечности и здравственог статуса.
Лечење паса такође се често ослања на искуства хумане медицине и мање више је једнако и ефикасна. Неретко су у терапије за псе укључени лекови прављени за људе. Истим темпом којим напредује хумана медицина, напредује и ветеринарска медицина. 